# ヨルイチ (小松島市)
ヨルイチは、徳島県小松島市で毎週土曜日に開催されている夜の市場である。
雨天の場合は中止となる。会場への出店をテントで行っているため、強風（基準は風速6m/s）の場合も中止としている。

## 概要
2008年7月19日より徳島県小松島市にあるステーションパークSL記念広場ではじまった。地産地消をコンセプトに掲げ、それを基として街に力を付けることによる中心市街経済の底上げ、そして次世代の育成を目的としている。
出店者は、小松島の農水産品（練り物・阿波牛・野菜等）を活用した料理を販売している。出店者の多くは普段は違う職業をしており、そのためか、新商品の開発が非常に早く、来場者を飽きさせない努力が窺える。
運営するトチモノタンクは、土地の物（地産地消）や者（人材）が集まった有志達の集まりである。
2011年8月20日（土）八万温泉（徳島市八万町）において『ヨルイチ　コラボ de リターンズ』として、まずは一夜限定の復活を遂げた。主催は特定非営利活動法人トチモノTANK。

## 規模
SL記念広場全面。
開始当初は12店でスタート。参加店舗数は23店（2009年4月28日現在）。目標は50店舗としている。その達成への道としての代表的な3条件が示されている（その他条件もあり）。
1. 30店舗に達するまで、商品がダブることは許さない。
2. テント、またはパラソルにて参加すること。
3. 地元食材を使うこと

## 内容
過去の内容としては下記の通り
- 阿波踊り
- Hula!（フラダンス）
- 新開幼稚園と小松島幼稚園の園児による発表会
- 太極拳
- 廃油によるエコ石鹸配布
- 利きちくわコンテスト
- オカリナLive
- コーラス隊Live
- バルーンアート
- パブリックビューイング
- 徳島インディゴソックス少年野球教室
- ピカイチ・リフティンガー コンテスト
- カラオケJAM 等

《SPECIAL》年末カウントダウン／小松島ガス Presents 杉田俊介&太郎丸Live（東京）／お花見ヨルイチ／
《アントレプレナー・ベイビーズ（次世代起業家育成）》クレープ&スゥィーツ『タイヨウとオツキサマ』

## 期間
毎週土曜日に開催されているが、時間は季節変動があるとしている。7月と8月は午後6時から午後9時までとしていたが（最初は午後4時から開催としたが、熱中症になってしまう恐れと、来場者の少なさから午後6時からに変更した）、9月からは午後5時から午後9時までで開催されている。

## 連携
1. 地元高校との連携：徳島県立小松島西高等学校へ「ヨルイチ★ピカイチ★」暖簾制作の依頼
2. 地元商店との連携：ライヴカフェ「ローディー」によるPAの無償貸与
3. 地元団体との連携：NPO「港まちづくりファンタジーハーバーこまつしま」からのテーブルとイスの貸与
4. 地元団体との連携：小松島商工会議所「フィジカルプロテクション事業」試食・アンケートの実施
5. 地元寺院との連携：地蔵寺（松島町）協力による「第1回年末カウントダウン」を開催
6. 地元商店との連携：ハワイアンSHOP「island time」よりパイプイスの寄付
7. 地元商店との連携：有限会社小松島ガス全面協力による「杉田俊介&太郎丸（大事MANブラザーズの立川俊之がプロデュース）Live」

## 広報
1. あわわ（050、9月号）
2. メディコム（タウトク、9月号）
3. ワイヤーオレンジ（ワイヤーママ、10月号）
4. NHK徳島放送局（ニュース）
5. 四国放送（ラジオ生放送）
6. 徳島新聞（情報とくしま・新聞記事）
7. FMびざん（ラジオ生放送）
8. NHK（2009.4.24 主催の一人が生放送でアピール）